# Nisutlin River
Der Nisutlin River (oder Nałasìn River) ist ein rechter, 241 km langer Zufluss des Teslin River in Kanada. Er zählt zum Flusssystem des Yukon River.

## Flusslauf
Die Quelle des Nisutlin Rivers befindet sich in Yukon oberhalb bzw. nördlich des Nisutlin Plateaus in den Pelly Mountains, die im westlichen Kanada einen Teil der Rocky Mountains darstellen. Anfangs verläuft der Fluss in südwestlicher und dann in südlicher Richtung durch die Gebirgswelt des Hochplateaus. Schließlich fließt er im Rahmen eines kleinen Mündungsdeltas in den größten Ostarm des Teslin Lake, der auf der Grenze zu British Columbia liegt. Ohne diese Grenze zu überqueren, fließt er etwa in der Mitte des Sees in den Teslin River, der den See in Südost-Nordwest-Richtung durchfließt. 
An seiner Mündung in den Teslin Lake liegt das 54,88 km² große Nisutlin River Delta National Wildlife Area.
An der Einmündung des Nisutlin Rivers bzw. des Ostarms, der vom Highway No. 1 überquert wird, in den Hauptteil des Sees befindet sich das Dorf Teslin, wo es einen Flugplatz gibt. Das Wasser des Nisutlin Rivers verlässt den See an seinem Nordende gemeinsam mit dem Teslin River, der den See im Südosten speist und diesen in Nordwestrichtung durchfließt, um rund 190 km weiter nordwestlich bei Hootalinqua (indianisch „Zusammenfluss zweier großer Flüsse“) in den Yukon River zu münden.

## Der tatsächliche Quellfluss des Yukon
Von allen Zuflüssen des Yukon Rivers ist die Quelle des Nisutlins am weitesten von der Yukon-Mündung am Beringmeer entfernt. Sie ist auch deutlich weiter von dieser Mündung entfernt, als dessen eigentliche Quelle. Daher kann der Nisutlin, der zwar bei weitem nicht der längste Zu- bzw. Nebenfluss des Yukons ist, als dessen tatsächlicher Quellfluss betrachtet werden. Er bildet somit den Flusslauf Nisutlin–Teslin–Yukon.

## Flora und Fauna
Der Nisutlin River durchläuft ausgedehnte Hochgebirgsnadelwälder in unbewohnter Wildnis. Zur reichhaltigen Fauna der Gebirgswelt, die der Fluss durchfließt, gehören unter anderen Adler (z. B. Weißkopfseeadler), Biber, Elch, Bären (z. B. Grizzly- und Schwarzbär), Marder, Rentier, Vielfraß, Wolf und Zwergfalke sowie Wasser- und Zugvögel. In seinem Wasser existiert eine reichhaltige Fischwelt zum Beispiel: Äsche, Hechte und Seeforelle.

## Tourismus
Beliebt ist der Fluss bei Kanutouristen, die den zumeist allmählich dahin fließenden Nisutlin River in 3 bis 5 Tagen mit ihren schmalen Booten bewandern, um den Fluss und die Landschaft zu genießen und in Camps zu übernachten.